# IC 1576
IC 1576 — галактика типу Sbc (компактна витягнута спіральна галактика) у сузір'ї Скульптор.
Цей об'єкт міститься в оригінальній редакції індексного каталогу.